# 札氏角石蛾
札氏角石蛾（学名：Stenopsyche pjaserzkyi）为角石蛾科角石蛾屬下的一个种。